# Парсонс, Роберт
Роберт Парсонс, также — Роберт Персонс (англ. Robert Persons, 4 июля 1546 или 24 июня 1546[…], Нетер-Стои, Сомерсет — 15 апреля 1610[…] или 16 апреля 1610, Рим[…]) — английский католический священник, иезуит, писатель и публицист. Один из самых выдающихся английских католических мыслителей постреформационной эпохи.

## Биография
Роберт Парсонс родился в семье протестантов-йоменов, промышлявших кузнечным ремеслом. При помощи местного священника Иоанна Хейворда Парсонс был отправлен на обучение в 1562 году в колледж Святой Марии в Оксфорде. Окончив учёбу с отличием, в 1568 году стал преподавать в Бейлиол-колледж.
13 февраля 1574 года Роберт был вынужден уйти в отставку из-за своих католических убеждений, после чего эмигрировал из страны. Находясь за границей, достаточно много общался с иезуитом Уильямом Гудом, под влиянием которого вступил в монашеский орден иезуитов в Риме 3 июля 1575 года.
Роберт Парсонс сопровождал Эдмунда Кэмпиона, позднее канонизированного Католической церковью как мученика, в его миссии по оказанию помощи английским католикам в 1578 году. Генерал ордена иезуитов Эверардо Меркуриано скептически отнёсся к привлечению членов ордена к английским делам. Миссию скомпрометировал папа, пославший без ведома иезуитов отдельную группу, целью которой было поддержание ирландского восстания Джеймса ФицМориса  ФицДжеральда, одной из причин которого была религиозная политика Елизаветы. Роберт Парсонс и Эдмунд Кэмпион узнали об этом только в Реймсе по пути в Англию.
После захвата в плен и казни Кэмпиона Парсонс покинул Англию. Надеясь на захват страны Великой армадой, он поддерживал связь с кардиналом Уильямом Алленом. После поражения испанского флота Роберт Парсонс девять лет жил в Испании.
Отозванный в Рим в 1585, он проповедовал там до 7 мая 1587, после чего вернулся в Испанию в конце 1588 с целью примирения короля Филиппа и генерала ордена Клаудио Аквавивы. Миссия прошла успешно и Роберт Парсонс воспользовался королевской милостью для основания семинарии в Вальядолиде (1589), Севилье (1592) и Мадриде (1598) и резиденций в Сант-Лукаре и Лисбу, (ставшими колледжам в 1622 году). В 1582 он открыл школу в городе Э в Пикардии, ставшую первой английской католической школой для мальчиков со времён Реформации; также ему удалось создать в Сент-Омер (1594) учебное учреждение, куда он перевёл мальчиков из Э, и которое существует до сих пор.
Роберт Парсонс добивался чина кардинала после смерти Аллена. После неудачи он стал ректором Английского колледжа в Риме, подготавливающей английских католических священников.

## Сочинения
- В 1591 под псевдонимом Андреас Филопатер написал сочинение "Ответ на эдикт Елизаветы, королевы Англии" (Responsio ad Edictum Elizabethae Angliae Reginae) , в котором отрицал государственную измену католиков, и возлагал вину в обострении обстановки на ближайших советников королевы.
- Одно из самых интересных сочинений - "Рассуждение о наследовании английского престола" (A Conference about the next Succession to the Crowne of Ingland), изданное под псевдонимом Р. Долеман (от лат. vir dolorum), суммирующий все его политические взгляды. В ней он излагает свои взгляды на происхождение общества и государства, анализирует проблему взаимоотношения подданных и монарха, критикует институт наследников престола и заявляет, что наиболее приемлемым наследником английской короны является Изабелла, дочь Филиппа. В нескольких главах он так же рассуждает о роли власти папы в светских делах.
- В 1596 году в Севилье он написал сочинение Memorial for the Reformation of England, в котором котором изобразил общество Англии после её возвращения к истинной вере.